# Severin Jensen
Hans Severin Jensen (7. februar 1833 i København – 27. august 1893 sammesteds) var en dansk maler og fabrikant, bror til Andreas Jensen.
Severin Jensen blev født i København som søn af høker Jens Jensen (Bonde) og Anne f. Andersen. Efter en tarvelig skoleundervisning kom han i malerlære, og med den interesse for tegning, som faderen tidlig havde indprentet ham, gennemgik han tillige ikke alene Det tekniske Institut, men modelskolen på Kunstakademiet, hvor G.F. Hetsch blev opmærksom på ham. Og da han 1861 etablerede sig sammen med sin bror Andreas i firmaet Severin & Andreas Jensen, støttede Hetsch den i små forhold begyndte virksomhed. Den tog imidlertid hurtig opsving: Allerede 1869 flyttede brødrene ind i deres egen ejendom, det daværende Hotel du Nord på Kongens Nytorv, og gennem Kunstflidslotteriet kom de i forbindelse med en række kunstnere, efter hvis tegninger de udførte det ene dygtige møbel efter det andet. En del af disse er afbildet i Tidsskrift for Kunstindustri. En udpræget soliditet i forbindelse med en gennemgribende respekt for kunstens fordringer prægede deres virksomhed, hvor arkitekt, etatsråd Vilhelm Dahlerup stod for det kunstneriske tilsyn.
Jensen havde imidlertid andre interesser end de blot faglige. Han var medstifter af den nye Håndværkerskole (1868), af hvis bestyrelse han var medlem, til den 1875 sammen med Det tekniske Institut indgik i Det tekniske Selskabs Skole, af hvis bestyrelse han derpå var medlem til sin død. Det samme var han i Arbejdernes Byggeforening og i Industriforeningen, og fra 1874 til sin død var han medlem af Københavns Borgerrepræsentation. Han var tillige formand for Københavns samlede Sangforeninger (fra 1870), ligesom det skal nævnes, at han var virksom ved den i Københavns Malerlav oprettede alderdomsforsørgelses- og hjælpefond (1885-88), der kun fik et kort liv. 1888 blev han Ridder af Dannebrog. Han var i flittig virksomhed, da han 27. august 1893 afgik ved døden.
11. august 1876 havde han ægtet Pouline Christine Høyer (f. 27. september 1840), datter af urtekræmmer Johannes Høyer og Caroline Juliane f. Kragerup.
Han er begravet på Assistens Kirkegård.